# Krzysztof Zborowski
Krzysztof Zborowski, död 1593, var en polsk adelsman. Han var bror till Andrzej, Jan och Samuel Zborowski.
Samtidigt med att brodern förvisades från landet, bosatte sig Zborowski i Wien, intrigerade därifrån mot Stefan Batory och underhandlade i detta syfte med Tyskland och Ryssland; efter Samuels död blev han själv dömd ärelös och på polsk framställning förvisad från Österrike. Då Batory dött (1586), återvände Zborowski till Polen, verkade för ärkehertig Maximilians val till polsk kung och återvände, efter att denna aktion misslyckats, till Wien.